# Słupno (powiat Płocki)
Słupno is een dorp in de Poolse woiwodschap Mazovië. De plaats maakt deel uit van de gemeente Słupno en telt 790 inwoners.